# Vlasta Korec
Vlasta Korec, vlastním jménem Vlastimil Korec, (* 20. srpna 1972 Třebíč) je český herec a televizní a rozhlasový moderátor.
Vystudoval Janáčkovu konzervatoř v Ostravě, hrál ve Státním divadle Ostrava (nyní Národní divadlo moravskoslezské). V roce 1995 vystudoval muzikálové herectví na Divadelní fakultě Janáčkovy akademie múzických umění v Brně. Hrál v Národním divadle v Brně, Divadle bratří Mrštíků (nyní Městské divadlo Brno) a v Karlínském hudebním divadle.[zdroj?]
Moderuje v Rádiu Impuls, moderoval dvě řady reality show VyVolení a nyní[kdy?] hraje v několika inscenacích Hudebního divadla v Karlíně a Divadla Josefa Kajetána Tyla v Plzni. Moderoval na TV Barrandov Českou Tajenku a moderuje Šťastnou Sedmičku a na tv A11 s Hankou Kynychovou moderuje pořad Dobrý Večer s A11.[zdroj?]
Svůj hlas propůjčil navigaci Waze.